# Ърнест Дамянопулос
Ърнест Дамянопулос (на английски: Ernest Damianopoulos) е американски лекар и македонистки емигрантски общественик.

## Биография
Роден е като Анастас Наумов Дамчев в 1928 година в леринското българско село Битуша (на гръцки Парорио), Гърция, в семейството на Наум Дамчев (Норман Дамянопулос) и София Юрукова. На дванадесетгодишна възраст емигрира в Съединените щати, където баща му вече е развил успешен бизнес. Получава бакалавърска и магистърска степен по философия в Сиракюзкия университет и магистърска степен по психология от Върмонтския университет. По време на Корейската война 1954-1956 година служи във Форт Нокс. В 1962 година получава докторска степен по експериментална психология от Сиракюзкия университет. Преподава в Университета Феърли Дикинсън в Индиана и в Университета Колгейт. Автор е на повече от 48 научни труда, като е експерт по класическо кондициониране и поведенческа неврология.
Дамянопулос изследва и Македонския въпрос. Автор е на „Македонците: тяхното минало и настояще“, 2012, година - македонистки анализ на македонската идентичност.
Умира на 1 февруари 2019 година в Сиракюз.